# 조복현의 정오의 희망곡
《조복현의 정오의 희망곡》은 대한민국의 방송국 MBC경남의 라디오 채널 MBC경남 창원 FM4U, MBC경남 진주 FM4U(창원 FM 100.5, 진주 FM 97.7, 거창 FM 96.1MHz)에서 평일 낮 12시부터 오후 2시까지 방송했던 대중가요 전문 라디오 프로그램이다.

## 역사
1983년 11월 26일 마산MBC FM4U 개국과 함께 방송을 시작했다. 원래는 매일 방송이었으나, 2021년 7월 5일부터 평일 방송으로 축소되었다.

## 역대 방송시간
| 방송 채널    | 방송 기간                        | 방송 시간                 |
| ------------ | -------------------------------- | ------------------------- |
| MBC경남 FM4U | 1983년 9월 26일 ~ 2021년 7월 4일 | 매일 낮 12:00 ~ 오후 2:00 |
| MBC경남 FM4U | 2021년 7월 5일 ~ 2025년 1월 3일  | 평일 낮 12:00 ~ 오후 2:00 |

## 역대 진행자
| 대수 | 진행자          | 진행 기간                        | 비고  |
| ---- | --------------- | -------------------------------- | ----- |
| 1대  | 정은희 아나운서 | 1997년 ~ 2004년                  | [ 1 ] |
| 2대  | 김혜란 리포터   | 2004년 ~ 2006년 4월 23일         |       |
| 3대  | 조복현 MC       | 2006년 4월 24일 ~ 2025년 1월 3일 |       |